# غوراجوب باباكرم (مقاطعة دالاهو)
غوراجوب باباكرم (بالفارسية: گوراجوب باباکرم) هي قرية تقع في كرمانشاه في إيران. يقدر عدد سكانها بـ 71 نسمة بحسب إحصاء 2016.